# Ana Jara Velásquez
Ana Ethel del Rosario Jara Velásquez (Ica, 11 de mayo de 1968) es una abogada y política peruana. Fue congresista de la república y presidenta del Consejo de Ministros del Perú durante el gobierno de Ollanta Humala.

## Primeros años
Nació en Ica el 11 de mayo de 1968. Cursó sus estudios de primaria en la I. E. n.º 22494 Juan XXIII y los de secundaria en el Colegio Antonia Moreno de Cáceres, de la ciudad de Ica.
Estudió Derecho y Ciencias Políticas en la Universidad Nacional San Luis Gonzaga, de Ica. Asimismo, culminó en la Escuela de Posgrado en la misma universidad los estudios de máster en Derecho, con mención en Derecho Civil y Comercial. Cuenta con estudios de doctorado en Derecho.
En 1998, empezó a ejercer como notaria pública en Ica. Fue secretaria del Fondo Mutual del Notariado Peruano (período 2000-2001), miembro del Consejo Consultivo de la Oficina Registral Zona XI (periodo 2002-2003) y vicedecana del Colegio de Notarios de Ica (período 2005-2006).

## Carrera política
Su primera participación política se dio en las elecciones generales del 2006 en las que fue candidata al Congreso de la República por el departamento de Ica por Unión por el Perú. No obtuvo la representación a pesar de haber recibido 26070 votos preferenciales. Ese mismo año, se presentó a las elecciones regionales de Ica como candidata a presidenta regional por el Partido Nacionalista Peruano y quedó en tercer lugar con el 21.558 % de los votos.

### Congresista de la república
En las elecciones generales de 2011, fue elegida congresista de la república, representando al departamento de Ica por la bancada oficialista Gana Perú. 
Fue miembro titular del Consejo Directivo y de la Comisión Permanente del Congreso de la República, de las Comisiones de Fiscalización y Justicia, y secretaria de la Comisión de Vivienda. Hasta antes de ser nombrada ministra de la Mujer, ejercía la presidencia de la Comisión de Relaciones Exteriores.

### Ministra de la Mujer y Poblaciones Vulnerables
El 11 de diciembre de 2011, al asumir el segundo gabinete ministerial del presidente Ollanta Humala presidido por Óscar Valdés, juró como ministra de la Mujer y Desarrollo Social en reemplazo de Aída García Naranjo.
El 21 de enero de 2012, su despacho pasó a denominarse Ministerio de la Mujer y Poblaciones Vulnerables. Asimismo, su gestión se caracterizó por ser una de las ministras de Estado más visibles a raíz de sus constantes apariciones en medios y por su reacción rápida ante diversas denuncias de violencia.

### Ministra de Trabajo y Promoción del Empleo
El 24 de febrero de ese mismo año, asumió como ministra de Trabajo y Promoción del Empleo en un renovado gabinete, cuya presidencia asumió René Cornejo.

### Presidenta del Consejo de Ministros

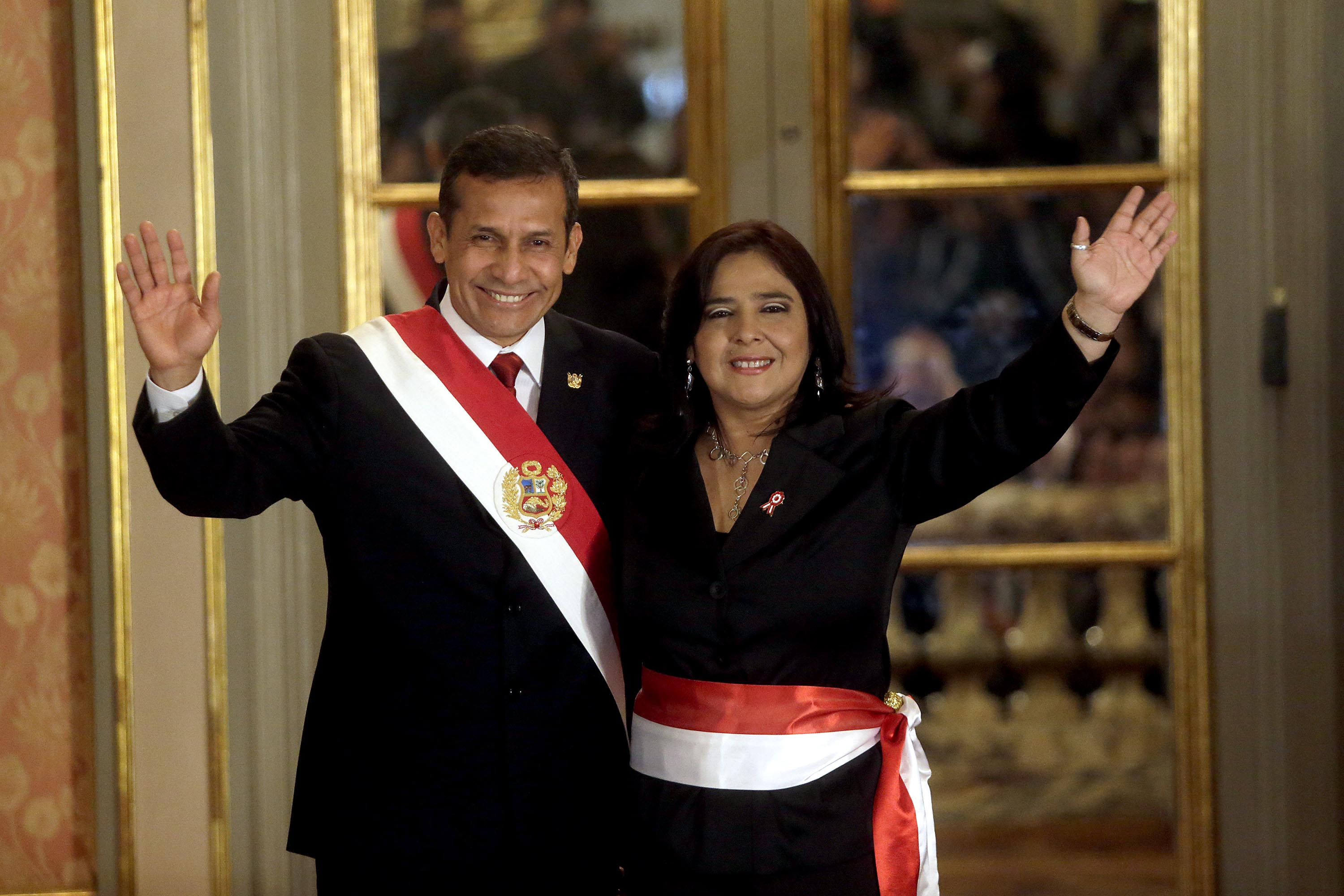
Ana Jara junto al presidente Ollanta Humala, durante la ceremonia de su juramentación como presidenta del Consejo de Ministros del Perú.

Tras la renuncia de René Cornejo, pasó a presidir el Consejo de Ministros. La ceremonia de su juramentación se realizó el 22 de julio de 2014 en el Salón Dorado de Palacio de Gobierno.
El 26 de agosto, tras dos intentos fallidos, Jara, junto a su gabinete ministerial, obtuvieron el voto de confianza del Congreso de la República en una apretada votación en la que, debido a un inicial empate (cincuenta y cuatro votos a favor y cincuenta y cuatro en contra, además de nueve abstenciones), su suerte se decidió a su favor por el voto dirimente de la presidenta del Congreso, Ana María Solórzano. La polémica se suscitó cuando a último momento llegaron para votar los ministros congresistas, Fredy Otárola (Trabajo) y Carmen Omonte (Mujer y Poblaciones Vulnerables), a fin de inclinar la balanza a favor del voto de confianza.
El 20 de marzo de 2015, la oposición del Congreso presentó una moción de censura contra la presidenta del Consejode Ministros debido a las acciones de seguimiento a políticos, empresarios y periodistas por parte del Servicio de Inteligencia. Dicha moción fue debatida el día 30 del mismo mes, siendo censurada por el Parlamento con 72 votos a favor y 42 en contra debido a lo cual tuvo que renunciar al cargo. Bajo la historiografía peruana, la censura a un presidente del Consejo de Ministros se dio después de más de cincuenta años pues el último hecho ocurrió en diciembre de 1963, cuando el Parlamento censuró al entonces presidente del Consejo de Ministros, Óscar Trelles Montes, durante el primer gobierno de Fernando Belaúnde Terry, con votos de la coalición APRA-UNO.